# Myotis tricolor
Myotis tricolor är en fladdermusart som först beskrevs av Coenraad Jacob Temminck 1832.  Myotis tricolor ingår i släktet Myotis och familjen läderlappar. IUCN kategoriserar arten globalt som livskraftig. Inga underarter finns listade i Catalogue of Life.

## Utseende
Vuxna exemplar är med svans cirka 12 cm långa, svanslängden ligger vid 5 cm och den genomsnittliga vikten är 12,5 g. Myotis tricolor har cirka 5 cm långa underarmar och ett vingspann av ungefär 28 cm. Som hos alla medlemmar av familjen läderlappar saknas hudflikar (bladet) på näsan. Arten har en tät samt lite ullig päls och håren på ryggen är 7 till 8mm långa. Artepitet i det vetenskapliga namnet syftar på de trefärgade håren som bildar pälsen. På ovansidan skapas denna tredelning av ett grått till svartbrunt avsnitt nära roten, av ett krämfärgat avsnitt i mitten samt av kopparbruna till rödbruna hårspetsar. Synlig är främst hårspetsarna och därför är ovansidan kopparbrun. De trefärgade håren på undersidan har ett svartbrunt avsnitt vid roten, ett krämfärgat till ljus gulbrunt avsnitt i mitten samt ljusbruna hårspetsar.
Huvudet kännetecknas av en nästan naken och brun nos samt av bruna öron som är avrundade vid spetsen. Allmänt har vingarna en svartbrun färg. Som undantag registrerades i Malawi otydliga rödbruna märken vid fingrarna samt nära bålen. Svansen är i princip helt inbäddad i svansflyghuden.

## Utbredning
Denna fladdermus har ett långsträckt utbredningsområde i östra och södra Afrika i närheten eller vid sidan av Indiska oceanen. Det sträcker sig från Etiopien till östra och södra Sydafrika. I södra Kongo-Kinshasa, norra Angola, Zambia och Zimbabwe förekommer arten längre västerut. En ensam individ hittades dessutom i Liberia. Myotis tricolor vistas främst i torra eller fuktiga savanner samt i buskskogar. I några bergstrakter besöker den även fuktiga skogar.

## Ekologi
Hanar och honor vilar i grottor och i gruvor och de bildar stora kolonier som kan ha flera tusen medlemmar. Vanligast är arten i stora grottor som sällan besöks av människor och där det finns större vattenpölar. I Sydafrika flyger honor flera hundra kilometer mellan grottorna där ungarna föds och grottorna för vintern. I regionen håller Myotis tricolor äkta vinterdvala. Blandade kolonier med Rhinolophus capensis eller Miniopterus schreibersii är inte ovanliga.
Arten jagar insekter med hjälp av ekolokaliseringen. På grund av fladdermusens morfologiska egenskaper har den troligtvis förmåga såväl att jaga under flyget som att plocka byten från växter eller från andra objekt. Vattenansamlingar besöks antagligen endast för att dricka.